# Kościół Świętego Krzyża w Pułtusku
Kościół Świętego Krzyża w Pułtusku – rzymskokatolicki kościół parafialny należący do dekanatu pułtuskiego diecezji płockiej.
Świątynia została wzniesiona w XVI wieku. Reprezentuje styl późnogotycki oraz elementy barokowo-klasycystyczne. Ufundowali go biskupi: Andrzej Krzycki i Mikołaj Broliński w latach 1531-1539. W 1609 roku budowla została odrestaurowana. W XVII-XVIII wieku kościół został przebudowany. W 1839 roku świątynia została gruntownie wyremontowana. Podczas działań wojennych, w 1944 roku kościół został poważnie uszkodzony. Na początku lat 50. XX wieku świątynię odbudowano. W 1967 i 1975 kościół przeszedł gruntowny remont. W 1977 roku przy świątyni została erygowana parafia św. Stanisława Kostki.
Do wyposażenia kościoła należą: ołtarz główny pochodzący z lat ok. 1804-1819 reprezentujący styl klasycystyczny, wykonana w tym samym stylu ambona z początku XIX wieku, renesansowe lichtarze z XVI wieku, kielich późnobarokowy datowany na lata ok. 1723-1736 oraz relikwiarz rokokowy pochodzący z drugiej połowy XVIII stulecia.